# Balaenoptera musculus brevicauda
Balena albastră pigmeu (Balaenoptera musculus brevicauda) este o subspecie a balenei albastre (Balaenoptera musculus) care se găsește în Oceanul Indian și în sudul Oceanului Pacific.